# دونالد پیرس
دونالد پیرس (به انگلیسی: Donald Pierce) یک شخصیت خیالی شرور بزرگ در کتاب‌های کامیک منتشر شده توسط مارول کامیکس است، که اغلب به عنوان دشمن مردان ایکس به شمار می‌رود. شخصیت دونالد پیرس توسط کریس کلیرمونت و جان بیرن خلق شده است که برای اولین بار در شمارهٔ ۱۳۲ مردان-ایکس غیرطبیعی (آوریل ۱۹۸۰) حضور پیدا کرد.
بوید هالبروک نقش شخصیت دونالد پیرس را در فیلم لوگن (۲۰۱۷) ایفا کرده است.